# Boccia op de Paralympische Zomerspelen 2004

Boccia was een van de sporten op het programma van de Paralympische Zomerspelen van 2004 in Athene, Griekenland.

## Deelnemende landen
| - Argentinië - Canada - Denemarken - Griekenland - Groot-Brittannië - Hongarije | - Hongkong - Ierland - Nieuw-Zeeland - Noorwegen - Oostenrijk - Portugal | - Slowakije - Spanje - Thailand - Tsjechië - Verenigde Staten |

## Individueel

### BC1
| Plaats | Land | Sporter              |
| ------ | ---- | -------------------- |
| 1      | POR  | João Paulo Fernandez |
| 2      | NOR  | Roger Aandalen       |
| 3      | THA  | Pattaya Padtong      |

### BC2
| Plaats | Land | Sporter            |
| ------ | ---- | ------------------ |
| 1      | ESP  | José Jarvier Curto |
| 2      | POR  | Pedro Silva        |
| 3      | POR  | Fernando Ferreira  |

### BC3
| Plaats | Land | Sporter           |
| ------ | ---- | ----------------- |
| 1      | CAN  | Paul Gauthier     |
| 2      | ESP  | Santiago Pesquera |
| 3      | KOR  | Myung Hoon An     |

### BC4
| Plaats | Land | Sporter          |
| ------ | ---- | ---------------- |
| 1      | HKG  | Yuk Wing Leung   |
| 2      | POR  | Bruno Valentim   |
| 3      | ESP  | José María Dueso |

## Duo's

### BC3
| Plaats | Land | Sporters                                |
| ------ | ---- | --------------------------------------- |
| 1      | KOR  | Seong Hyeon Park Myung Hoon An          |
| 2      | ESP  | Santiago Pesquera José Manuel Rodriguez |
| 3      | CAN  | Alison Kabush Paul Gauthier             |

### BC4
| Plaats | Land | Sporters                                    |
| ------ | ---- | ------------------------------------------- |
| 1      | HKG  | Yan Chi Lau Yuk Wing Leung                  |
| 2      | POR  | Fernando de Oliveira Pereira Bruno Valentim |
| 3      | HUN  | Dezső Béres József Gyurkota                 |

## Trio's

### BC1-BC2
| Plaats | Land | Sporters                                                                    |
| ------ | ---- | --------------------------------------------------------------------------- |
| 1      | POR  | João Paulo Fernandes Fernando Ferreira Cristina Gonçalves António Marques   |
| 2      | NZL  | Ross Flood Jeremy Morriss Liam Sanders Maurice Toon                         |
| 3      | ESP  | Francisco Javier Beltran Antonio Cid Cortes Pedro Cordero José Javier Curto |

Atletiek · Bankdrukken · Basketbal · Blindenvoetbal · Boogschieten · Boccia · CP-voetbal · Goalball · Judo · Paardensport · Rugby · Schermen · Schietsport · Tafeltennis · Tennis · Volleybal · Wielersport · Zeilen · Zwemmen
New York & Stoke Mandeville 1984 · 
Seoel 1988 · 
Barcelona 1992 · 
Atlanta 1996 · 
Sydney 2000 · 
Athene 2004 · 
Peking 2008 · 
Londen 2012 · 
Rio de Janeiro 2016 · 
Tokio 2020 ·
Parijs 2024 ·  
Los Angeles 2028